# Milij Bałakiriew
Milij Aleksiejewicz Bałakiriew (ros. Милий Алексеевич Балакирев; ur. 21 grudnia 1836?/2 stycznia 1837 w Niżnym Nowogrodzie, zm. 16 maja?/29 maja 1910 w Petersburgu) – rosyjski kompozytor, pianista, dyrygent i działacz muzyczny.

## Życiorys
Studiował na Uniwersytecie Kazańskim.
W dziedzinie muzyki był samoukiem, nigdy nie ukończył żadnej szkoły muzycznej. Wraz z Borodinem, Rimskim-Korsakowem, Musorgskim oraz Cui należał do grupy kompozytorów rosyjskich XIX w. (tzw. „Potężna Gromadka”), inspirujących się muzyką ludową. Pomimo niezbyt bogatego dorobku był programowym przywódcą tej grupy. Bałakiriew był błyskotliwym pianistą i twórcą kompozycji na fortepian, a także wielkim miłośnikiem i propagatorem muzyki Fryderyka Chopina. Bałakiriew przyczynił się do wzniesienia w Żelazowej Woli pomnika Chopina, odsłoniętego 14 października 1894, uzyskując u cara Aleksandra III pozwolenie na jego realizację.
Odznaczony został Orderem Świętego Stanisława II klasy (1894).

## Utwory
- I symfonia (1895)
- II symfonia (1895)
- Czechy – poemat symfoniczny
- Sonata b-moll na fortepian
- Isłamej – fantazja na fortepian (1869)